# Entente cordiale

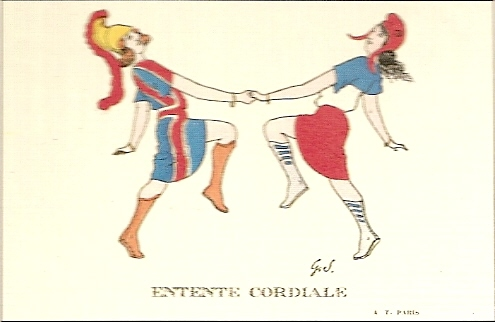
Britannia és Marianne együtt táncol egy 1904. évi képeslapon a két nemzet új együttműködése jelképeként

Az Entente cordiale (kiejtése antant kordiál, jelentése franciául „szívélyes megegyezés, nagyon jó kapcsolat”) egy diplomáciai kifejezés két állam együttműködésére egy szövetségnél kevésbé formalizált keretek között.
A kifejezést előbb Lajos Fülöp király uralkodása alatt, majd a III. francia köztársaság idején használták a diplomáciai közeledésnek a jellemzésére, aminek keretében Franciaország és az Egyesült Királyság igyekezett rendezni fennálló ellentéteit, elsősorban Afrika felosztását illetően.
Az entente cordiale kifejezésből származnak az antant és a kisantant megnevezések, és a szókapcsolat mintájára újabbak is születtek. Így például az entente amicale (baráti egyetértés) (Sarkozy, 2008) és az entente formidable (nagyszerű egyetértés) (Brown, 2008)

## Történelmi fordulat a 19. században

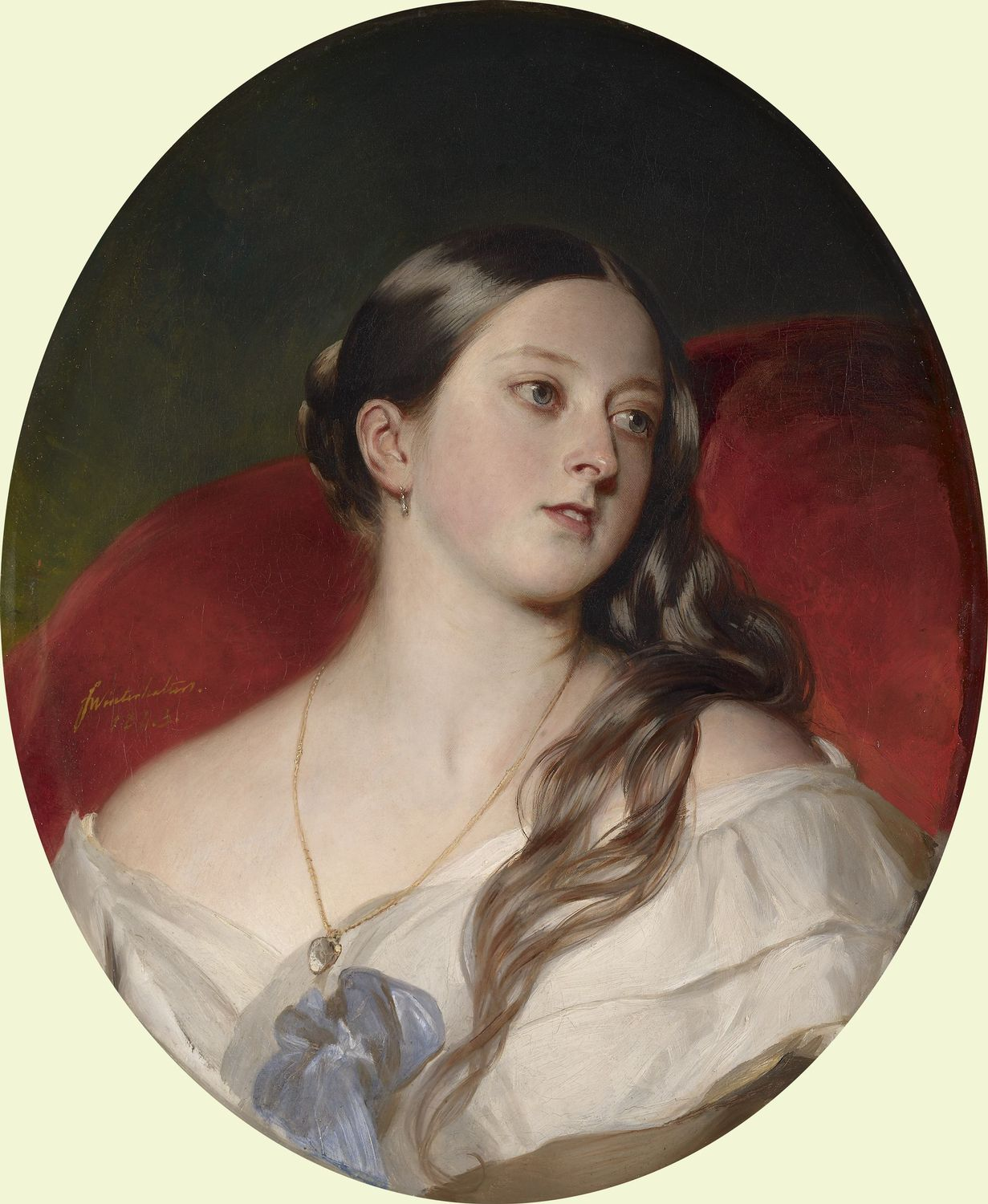
Viktória brit kitálynő (1843)

Franciaország és Anglia (majd Nagy-Britannia ill. az Egyesült Királyság) sok évszázados vetélkedésük során egymást tekintette legnagyobb ellenségének: már a feudalizmus idején is, ami a százéves háborúhoz vezetett, és később is, a 18. században, egészen 1815-ig.
A korábbi perfide Albion („hitszegő Anglia”) klisét François Guizot cserélte le először az entente cordiale („szívélyes egyetértés”) jelszavára kevéssel azután, hogy Lajos Fülöpöt 1830-ban „a franciák királyává” kiáltották ki. Az entente cordiale a korábbi nézeteltéréseken túllépő diplomáciai igyekezet eredménye a szükségesnek mutatkozó szövetség érdekében. Konkrét megnyilvánulása, hogy 1843-ban és 1845-ben Viktória brit királynő ellátogatott a normandiai Eu-be, a francia uralkodó kastélyába.

## Az 1904-es kétoldalú szerződések

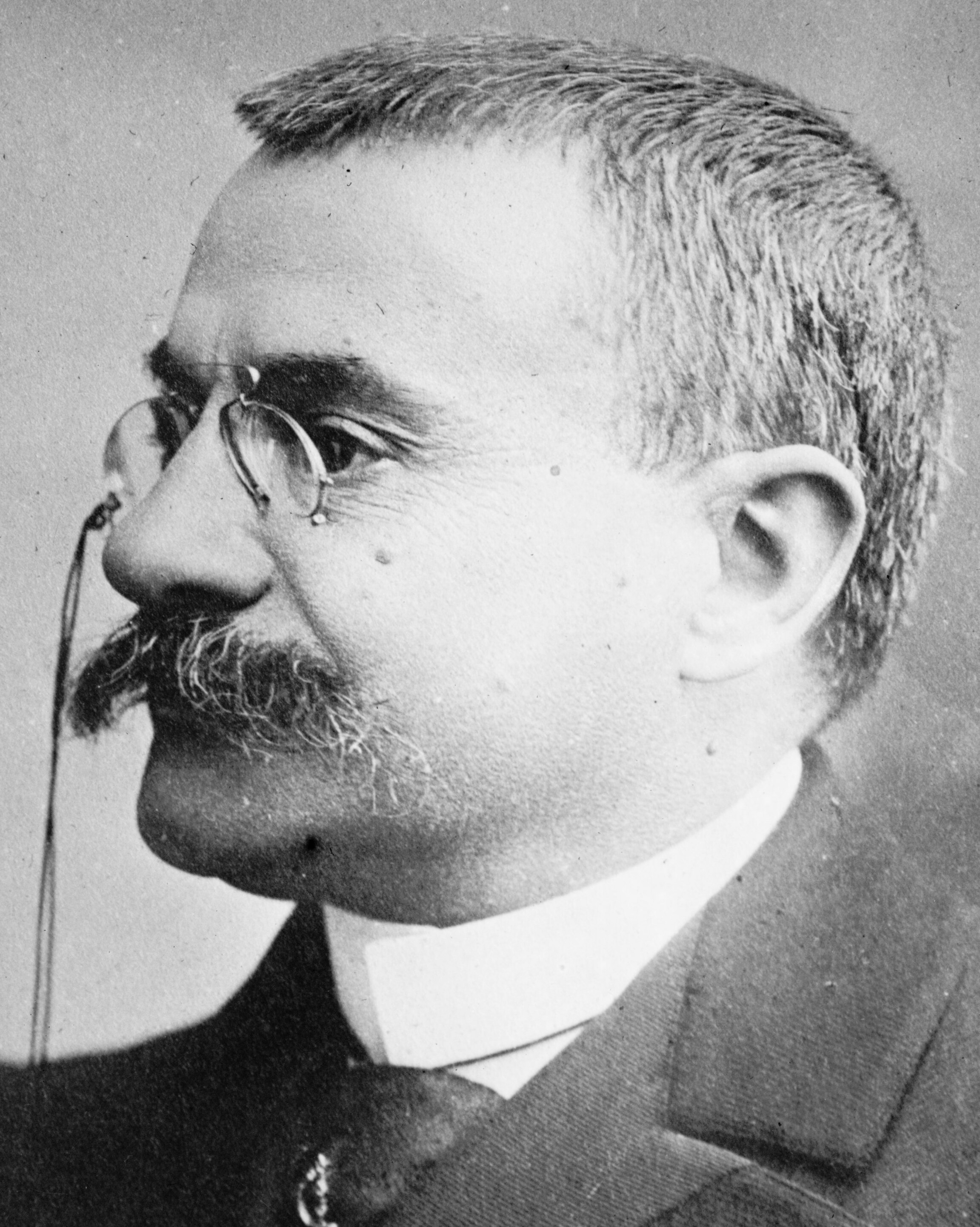
Théophile Delcassé, az 1904. évi szerződések alkotója

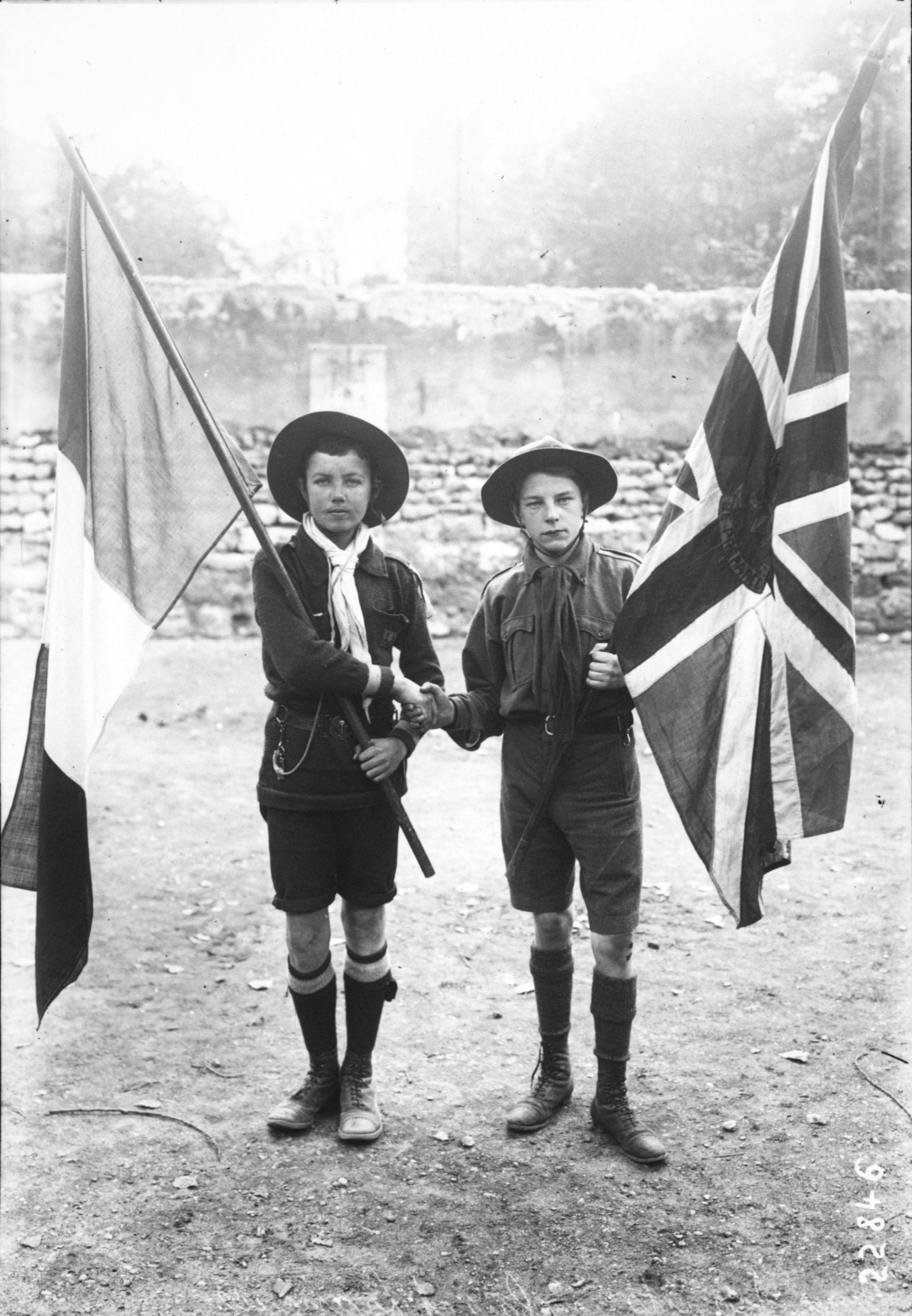
Francia és brit cserkészek nemzeti zászlóikkal, 1912.

1904-ben, a III. francia köztársaság alatt Paul Cambon  és Léon Geoffray  neves francia diplomaták meggyőzték Théophile Delcassé francia külügyminisztert arról, hogy a fashodai incidens dacára is szükséges a két ország közeledése, elsősorban Németország erősödése miatt. Ekkoriban lett újra használatos az Entente cordiale kifejezés.
1904. április 8-án Henry Petty-Fitzmaurice  brit külügyminiszter és Paul Cambon londoni francia nagykövet Londonban aláírt több kétoldalú szerződést. Ezeket nevezik szűkebb értelemben az „Entente cordiale”-nak, a későbbi háromoldalú angol–francia–orosz antant alapkövének. A megállapodások többnyire régi gyarmati vitákat oldottak meg és így biztosították, hogy a két ország ilyen vitái ne akadályozzák a stratégiai közeledésüket.
- Az 1. protokoll az Új-Fundland (wd) térségében szabályozta a francia halászati jogokat.
- A 2. protokollban a két fél elismerte az Egyesült Királyság egyiptomi és Franciaország marokkói érdekeltségeit, lényegében ezen országok félgyarmati státusát. A brit támogatás segített Franciaországnak kikényszeríteni Németországtól az algecirasi egyezményben rögzített fennálló állapotot.
- A 3. protokoll elhatárolta a két nemzet érdekeit Sziámban, áldását adta Madagaszkár francia fennhatóságára és közös francia–angol kondomíniumot alapított az Új-Hebridákban.[4]

## Az Antant alapköve

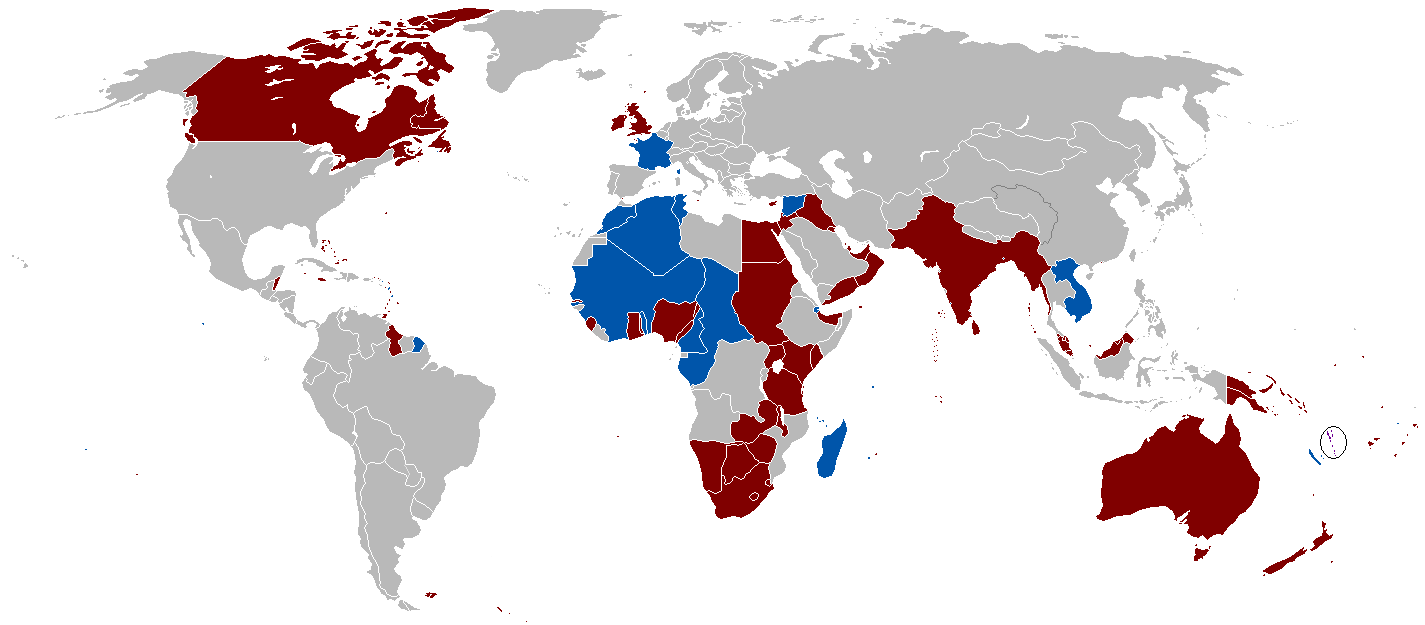
Francia és brit gyarmatok az I. világháború után

Az Entente cordiale mindenekelőtt összeköthető Németország megerősödésével, ami egyebek között a brit tengeri fölényt veszélyeztető császári haditengerészetben nyilvánult meg. A szerződések Európában a brit semlegesség végét jelezték, és az Orosz Birodalommal együtt létrehozott Antant alapját képezték.

## Az Entente cordiale továbbélése
Franciaország és Nagy-Britannia az első világháború után is az entente cordiale elveit szem előtt tartva igyekezett együttműködni – végső soron sikertelenül – a versailles-i békerendszer fenntartásában. Az együttműködés folytatódott a második világháború alatt, majd utána is, immár a NATO és az EU keretében.
A nyugati szövetségi rendszereken belül a 20. század végén, a 21. század elején is kiemelt jelentősége van a kétoldalú francia-brit viszonynak, amit időről időre új kezdeményezésekkel erősítenek meg. Ilyen volt az 1995-ben a Bourses Entente Cordiale (Entente Cordiale ösztöndíjak) amit a British Council ajánlott fel Franciaországban, majd magas presztízsű kétoldalú diákcsere-egyezménnyé változott.
2008-ban Sárközy francia miniszterelnök az entente amicale fogalmát vezette be, majd Brown brit miniszterelnök az entente formidable kifejezést alkalmazta egy új megállapodás-csomagra, amely számos nemzetközi témában egyeztette a két ország fellépését, valamint nukleáris stratégiai és antiterrorista témákban is szorosra fűzte a kétoldalú kooperációt. A katonai együttműködést a 2010-es, ironikusan entente frugale-nak (takarékos egyetértés) nevezett egyezmény-csomag fejlesztette tovább, ami a két ország katonai fejlesztési programjainak összehangolásával jelentős megtakarításokat irányzott elő.

## Fordítás
Ez a szócikk részben vagy egészben  az   Entente cordiale című francia Wikipédia-szócikk ezen változatának fordításán alapul.  Az eredeti cikk szerkesztőit annak laptörténete sorolja fel. Ez a jelzés csupán a megfogalmazás eredetét és a szerzői jogokat jelzi, nem szolgál a cikkben szereplő információk forrásmegjelöléseként.